# Сотерия

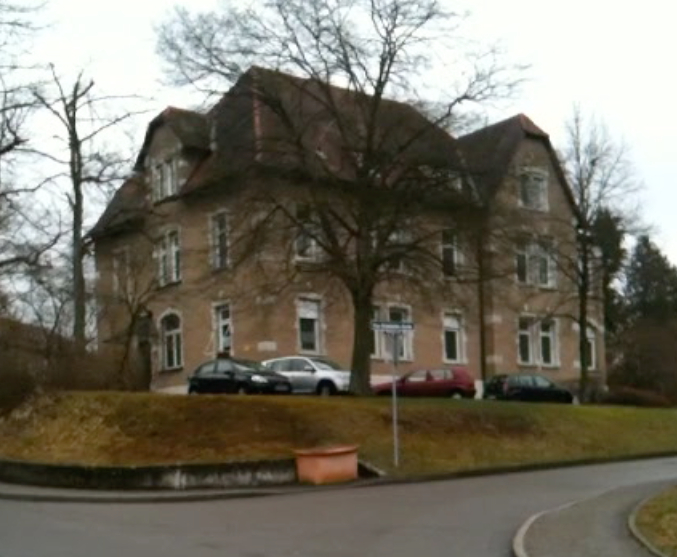
Сотерия в Цвифальтене, Германия (2011)

Сотери́я (англ. Soteria) — альтернативный (антипсихиатрический) подход к острой шизофрении:140 и расстройствам шизофренического спектра с задействованием преимущественно непрофессионального персонала и использованием низких дозировок психотропных препаратов:140, а часто и без применения психотропных препаратов. Данный подход ограниченно применяется в ряде западных стран и выступает как альтернатива применяемому в психиатрической больнице традиционному лечению.

## Метод
В своей работе 1999 года «Сотерия и другие альтернативы неотложной психиатрической госпитализации» Лорен Мошер, разработавший метод Сотерии, охарактеризовал его как «применение по 24 часа в день межличностных феноменологических вмешательств, осуществляемых непрофессиональным персоналом, обычно без лечения нейролептическими препаратами, в контексте немногочисленной, аналогичной домашней, тихой, поддерживающей, защищающей и толерантной социальной среды». По результатам, полученным в Сотериях, был сделан вывод, что эта поддерживающая, защищающая, гуманная, сфокусированная на межличностных аспектах небольничная обстановка способна устранить или снизить необходимость применения нейролептиков в течение наиболее дезорганизованного периода психоза:405. Результаты, опубликованные в 1992 году, продемонстрировали, что люди, не получавшие медикаментозное лечение, выздоравливали гораздо чаще и быстрее:146. По данным ряда других публикаций, в данной специфической среде пациенты могут быть излечены так же успешно, как при стандартных больничных процедурах:143:23.

## Основные принципы
Основные принципы Сотерий включают:
- задействование немногочисленной терапевтической среды по месту жительства с характерным использованием персонала из непрофессионалов;
- сохранение индивидуальных возможностей, социальных связей и совместных обязанностей;
- «феноменологический» тип отношений, который направлен на то, чтобы найти смысл в переживаемом человеком субъективном опыте психоза путём содействия его осмыслению, «находясь рядом с» и «ладя с» клиентами;
- неприменение или применение нейролептических препаратов (как и всех других психотропных препаратов, принимаемых добровольно и без принуждения) в низких дозировках.

## История

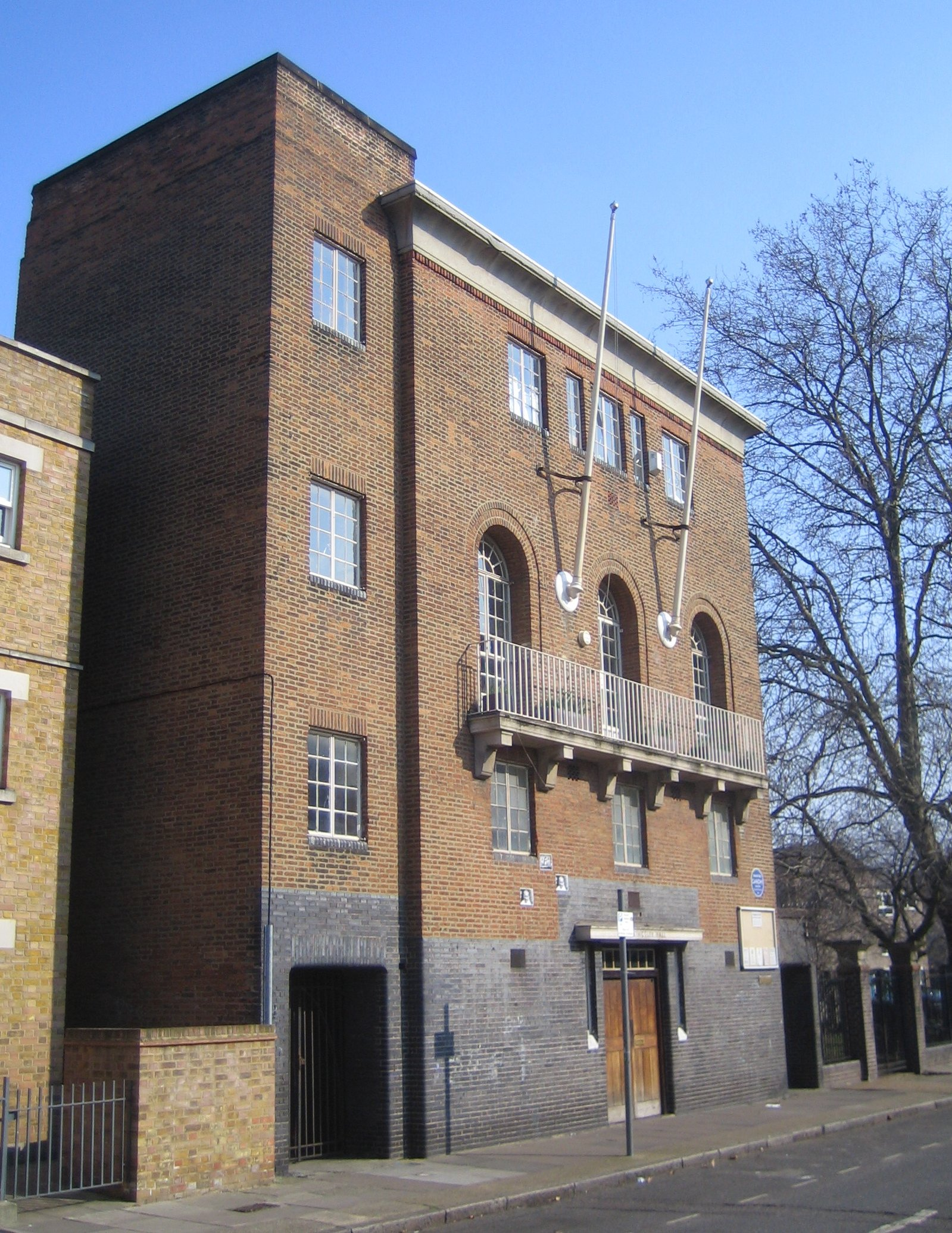
Кингсли Холл, место создания терапевтической общины Р. Д. Лэйнга и место проведения его эксперимента

В конце 1960-х — начале 1970-х годов был предпринят ряд попыток создать в рамках терапевтических общин альтернативу госпитализации людей с диагнозом шизофрения. При этом шизофрению пытались осмыслить не как заболевание, требующее медицинского вмешательства, а скорее как важный аспект жизненного процесса человека. В рамках таких инициатив особое значение придавалось скорее необходимости позволить людям пройти через их опыт психоза при минимальном вмешательстве и высокой доле психологической поддержки, чем пользе антипсихотической терапии, проводимой в качестве первого курса лечения. К числу подобных инициатив в Великобритании относились Кингсли-холл, созданный Рональдом Лэйнгом и его коллегами, членами Филадельфийской ассоциации, и «Вилла 21», созданная Дэвидом Купером.
С 1966 по 1967 год научно-исследовательскую подготовку в Тавистокской клинике (англ. Tavistock Clinic) в Лондоне проходил Лорен Мошер, проявлявший интерес к альтернативным методам лечения шизофрении и впоследствии воплотивший их на практике в Сотерии. Он посетил Анну Фрейд и Рональда Лэйнга и испытал влияние идеи Лэйнга о том, что шизофрения является реакцией на невыносимую ситуацию. Лэйнг утверждал, что психоз может быть благотворным, трансцендентальным опытом и что пациенты при наличии соответствующей поддержки могут оказаться способны найти путь через своё безумие, выходя из него на другом конце пути более сильными, более творческими личностями:22.
Сотерия Мошера свободно создавалась по образцу лондонского Кингсли-холла с применением экзистенциальной психотерапевтической ориентации, идей эпохи морального лечения американской психиатрии, межличностной теории Г. Салливана, а также с ориентацией на принципы специально созданной Салливаном терапевтической среды для людей с шизофренией в больнице Шеппард-Пратт (англ. Sheppard-Pratt Hospital) в 1920-х годах и с ориентацией на мнение, что после психоза возможно дальнейшее развитие:397.
Первый дом «Сотерия» был открыт Мошером в апреле 1971 года:22 в Сан-Хосе (США):146. Название «Сотерия» происходит от греческого слова «Σωτηρία», которое означает «спасение» или «освобождение». Аналогичный дом («Эманон») открылся в 1974 году в пригороде области залива Сан-Франциско.

## Условия эксперимента
Первый этап эксперимента проходил в 1971—1976 годах:183. Участвующие в эксперименте были молодыми людьми, посещавшими психиатрические службы экстренной медицинской помощи в области залива Сан-Франциско:22. Для исследования в Сотерии отбирались ранее госпитализировавшиеся менее чем на тридцать дней (то есть впервые получившие диагноз), находившиеся в возрасте от 18 до 30 лет и не состоявшие в браке лица, состояние которых, по оценкам трёх независимых экспертов, если они могли прийти к согласию, соответствовало критериям шизофрении по DSM-II, обнаруживая по крайней мере четыре из семи блейлеровских симптомов данного расстройства. При этом для лиц, отобранных для участия в эксперименте, характерно было раннее начало заболевания и больша́я вероятность его перехода в хроническую форму:146. Проявления психоза у различных участников эксперимента были самыми разнообразными: в Сотерии находились пациенты с кататонией, пациенты с симптомами параноидной шизофрении и др.:181 Половину участников эксперимента Мошер направил на обычную терапию в местные психиатрические отделения, где они получали медикаментозное лечение, а половину — в Сотерию:22.
Правил было мало:23. Запрещалось насилие, наряду с наркотиками и половыми связями между проживающими и сотрудниками:23. Визиты посторонних были редкими, и их заранее согласовывали с проживающими:23.
Проект Сотерии основывался на парадигме социальной феноменологии, опирался на стремление развить в терапевтическом сообществе нетоталитарные, недирективные и активные эмпатические отношения:179. В Сотерии сотрудники, не имевшие официальной подготовки в области психиатрии или психологии, работали сменами по 24 и 72 часа и, таким образом, жили вместе с пацентами:22. Насколько возможно, сотрудники старались проявлять толерантность к любому эксцентричному поведению:23; проживающим в Сотерии пациентам позволяли вести себя свободно. Применение медикаментозного лечения не отвергалось полностью:181, но, за исключением экстренных случаев, препараты не использовались в течение первых шести недель пребывания проживавшего:22. В среднем проживающие находились в Сотерии пять месяцев, хотя большинству становилось существенно лучше к концу шестой недели:23.
Второй этап исследования осуществлялся в 1976—1982 годах. Состав группы, характер социальной ситуации и результаты первых шести недель лечения были такими же, как и на первом этапе. На протяжении первых шести недель терапии 25 % пациентов Сотерии получали нейролептики, впоследствии 50 % экспериментальной группы и 70 % контрольной группы получали поддерживающее лечение:183—184.

## Результаты
В отличие от других альтернативных подходов к лечению шизофрении, система Сотерии подвергалась количественному экспериментальному изучению методом рандомизированного контролируемого исследования. Хотя предварительные результаты эксперимента «Сотерия» были опубликованы сразу же, потребовалось более двух десятилетий, чтобы надлежащим образом проанализировать все данные, полученные в проекте:23.
Ранние публикации, описывающие, что происходило в течение первых шести недель, показывают, что как пациенты Сотерии, так и стандартно лечившиеся пациенты испытывали одинаковое и значительное улучшение своего клинического состояния:23. Результаты проведённых два года спустя интервью с участниками, опубликованные гораздо позже, выявили, что 43 % проживавших в Сотерии всё ещё не принимали психотропные препараты и что, во всяком случае, есть доказательство преимущества использовавшегося в Сотерии подхода по сравнению с обычным лечением:23. Социальные показатели бывших обитателей Сотерии оказались гораздо лучше, чем в контрольной группе: бывшие пациенты Сотерии по показателям через два года после выписки занимали более престижные должности, чем пациенты из контрольной группы, чаще проживали отдельно или в парах и намного реже подвергались повторной госпитализации. При этом 571 человек в группе бывших пациентов Сотерии против 16 в контрольной группе на протяжении двух лет после выписки ни разу не получал нейролептиков:183. Те участники, состояние которых было признано соответствующим более строгому определению шизофрении, позже введённому Американской психиатрической ассоциацией, в основном были признаны поправившимися:23.
Второй этап исследования, проходивший в 1976—1982 годах, подкрепил результаты первого. Согласно результатам наблюдений в течение двух лет после выписки, экспериментальная группа по таким показателям, как повторная госпитализация, получение лекарств и пр., оказалась идентична контрольной группе, а психосоциальные данные указывали на бо́льшую социальную независимость:183—184.
Контролируемое исследование, профинансированное Национальным институтом психического здоровья и проведённое Лореном Мошером, продемонстрировало, что психосоциальная помощь в терапевтической среде данного типа даёт результаты равнозначные или лучшие, чем стандартное больничное или амбулаторное лечение, — при не более высокой стоимости и без опоры на обычные дозировки нейролептиков:100.
В 2004 году журнал «Всемирная психиатрия» опубликовал результаты исследований, полученные из Сотерии в Берне и завершающиеся выводом, что в данной специфической среде пациенты с наиболее острой формой шизофрении могут быть излечены так же успешно, как и при стандартных больничных процедурах, но при значительно более низких дозировках антипсихотиков и без повышенных суточных расходов:143. Кроме того, используемый в Сотериях подход, видимо, предоставляет определённые преимущества, обнаруживаемые преимущественно на субъективно-эмоциональном, семейном и социальном уровне:144.
В 2008 году журнал Schizophrenia Bulletin опубликовал обзор исследований, свидетельствующих о том, что при лечении лиц с первым или вторым эпизодом расстройства шизофренического спектра используемый в Сотериях подход даёт одинаковые, а в некоторых отдельных регионах — лучшие результаты, чем традиционные подходы, основанные на медикаментозном лечении, и что это достигается при значительно меньшем применении медикаментозного лечения.
В 2009 году «Британский журнал психиатрии» опубликовал обзор 27 исследований:109, четыре из которых проводились в домах-Сотериях:110. Данный обзор не выявил ни одного доказательства против альтернативных моделей помощи и с учётом ранее проведённых исследований дал основание полагать, что размещение кризисных коек во внебольничных учреждениях может повысить удовлетворённость пользователей экстренными службами по месту жительства:115.
Проекту «Сотерия» и полученным в нём результатам посвящены заключительная глава «Внебольничное немедикаментозное вмешательство при первом психотическом эпизоде», написанная Мошером для книги «Модели безумия», которая в 2008 году была переведена на русский язык, и книга «Сотерия: Сквозь безумие к освобождению».

## «Место переправы»
В 1977 году в Вашингтоне при содействии Мошера:184 был открыт подобный Сотерии дом, называвшийся «Crossing Place» («Место переправы», или «Перекрёсток») и отличавшийся от Сотерии следующими особенностями:
1. В него любой несоматический больной, признанный нуждающимся в психиатрической госпитализации, принимался независимо от диагноза, продолжительности заболевания, тяжести психопатологического состояния или уровня функционального снижения.
2. Учреждение было неотъемлемой частью местной государственной общественной системы психиатрической помощи, и, значит, большинство пациентов, поступавших в «Место переправы», принимали психотропные препараты.
3. В нём был установлен неофициальный срок, ограничивавший пребывание примерно 30 днями ради экономических преимуществ[3].

Больные, проживавшие в «Crossing Place», значительно отличались от пациентов Сотерии: в среднем они были старше, многие из них являлись хронически больными, большинство из них были чернокожими и происходили из бедных семей. Сообщество «Crossing Place» существовало около 20 лет и достигло значительных терапевтических успехов:184.

## Прекращение и возобновление программы
Сотерия как клиническая программа закрылась в 1983 году из-за нехватки финансирования и административных проблем:184. Аналогичный дом, Эманон, закрылся в 1980 году. В 1990 году в округе Монтгомери (штат Мэриленд) был создан проект «Маколифф-хаус», персонал которого проходил стажировки в «Перекрёстке» и изучал опыт Сотерии. Проведённое в «Маколифф-хаусе» исследование показало, что эффективность лечения в сообществе такая же, как и эффективность терапии в обычной психиатрической больнице, но само лечение обходилось на 40 % дешевле:184.

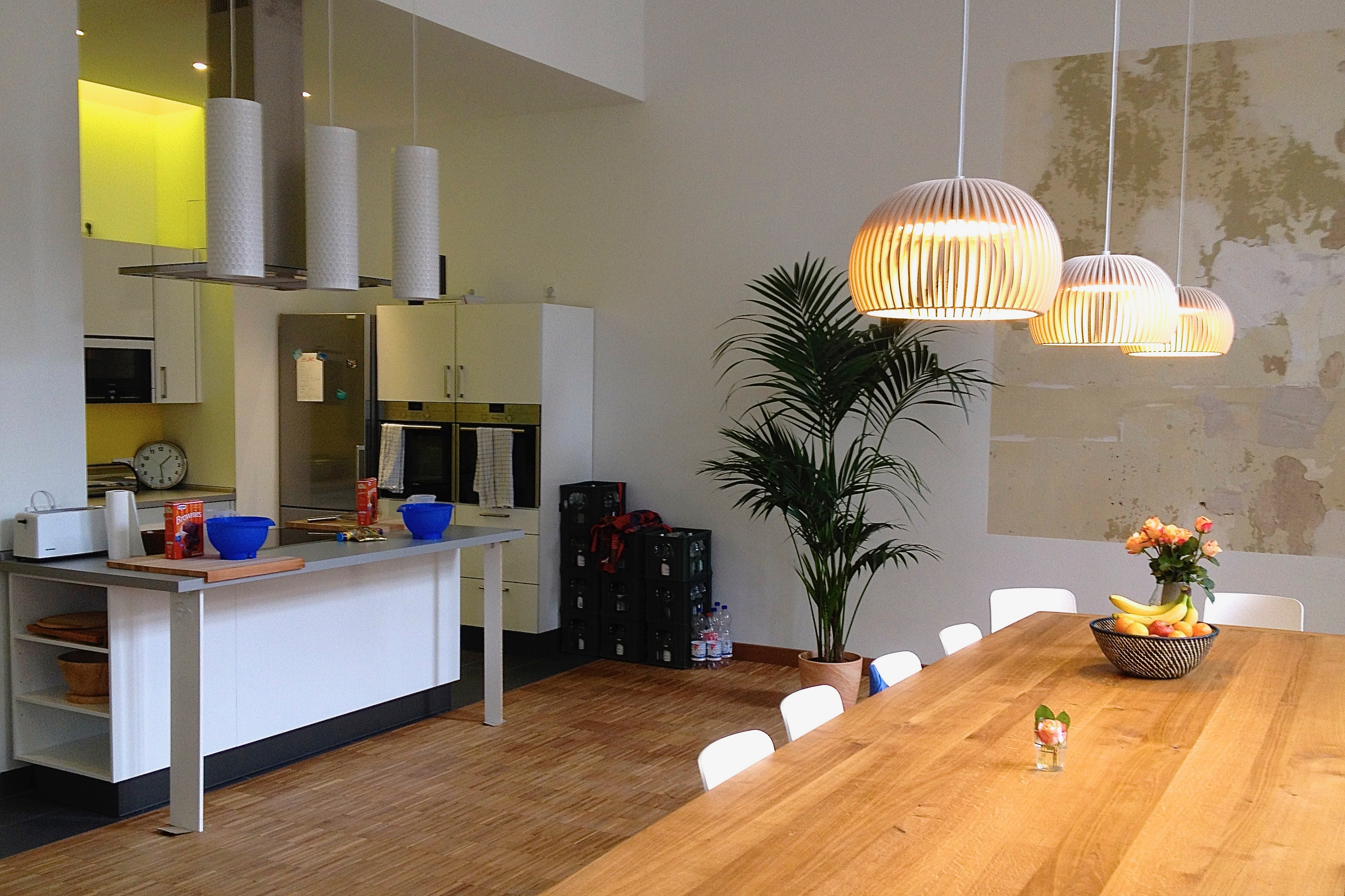
Сотерия в Берлине

Переместившись в Европу, проект Сотерий возобновился в 1984 году, когда под руководством профессора социальной психиатрии Люка Чомпи открылась Сотерия в Берне, где, в отличие от Сотерии Мошера, для работы привлекались специалисты. По данным проведённых исследований (в течение двух лет после выписки пациентов), процент выздоравливающих больных в Сотерии-Берне оказался выше, чем в обычных психиатрических больницах, невзирая на значительно сниженные дозы антипсихотических препаратов и более низкую стоимость лечения:187.
В настоящее время интерес к данному подходу растёт в Великобритании, нескольких европейских странах, Северной Америке и Австралазии. Данная модель была воспроизведена в ряде европейских стран:110: Швейцарии, Венгрии, Финляндии, Германии, Швеции. В Германии дома-Сотерии или аналогичные дома функционируют, создаются или планируются в Цвифальтене, Кёльне, Франкфурте-на-Одере, Гессене, Ганновере, Мюнхене, Бремене и Штутгарте. В Швеции открыли три таких дома.
На конференции, проведённой в октябре 1997 года в Берне, была создана Ассоциация Сотерий, возглавленная профессором медицинского факультета Ганноверского университета Вайландом Махлайдтом:399. После проведения начальной конференции в 2005 году формирование национальной Сети Сотерий началось в Великобритании.